# Ruud ter Heide
Ruud ter Heide est un footballeur néerlandais né le 15 octobre 1982 à Enschede aux Pays-Bas.

## Palmarès
Vierge